# Caro Daur

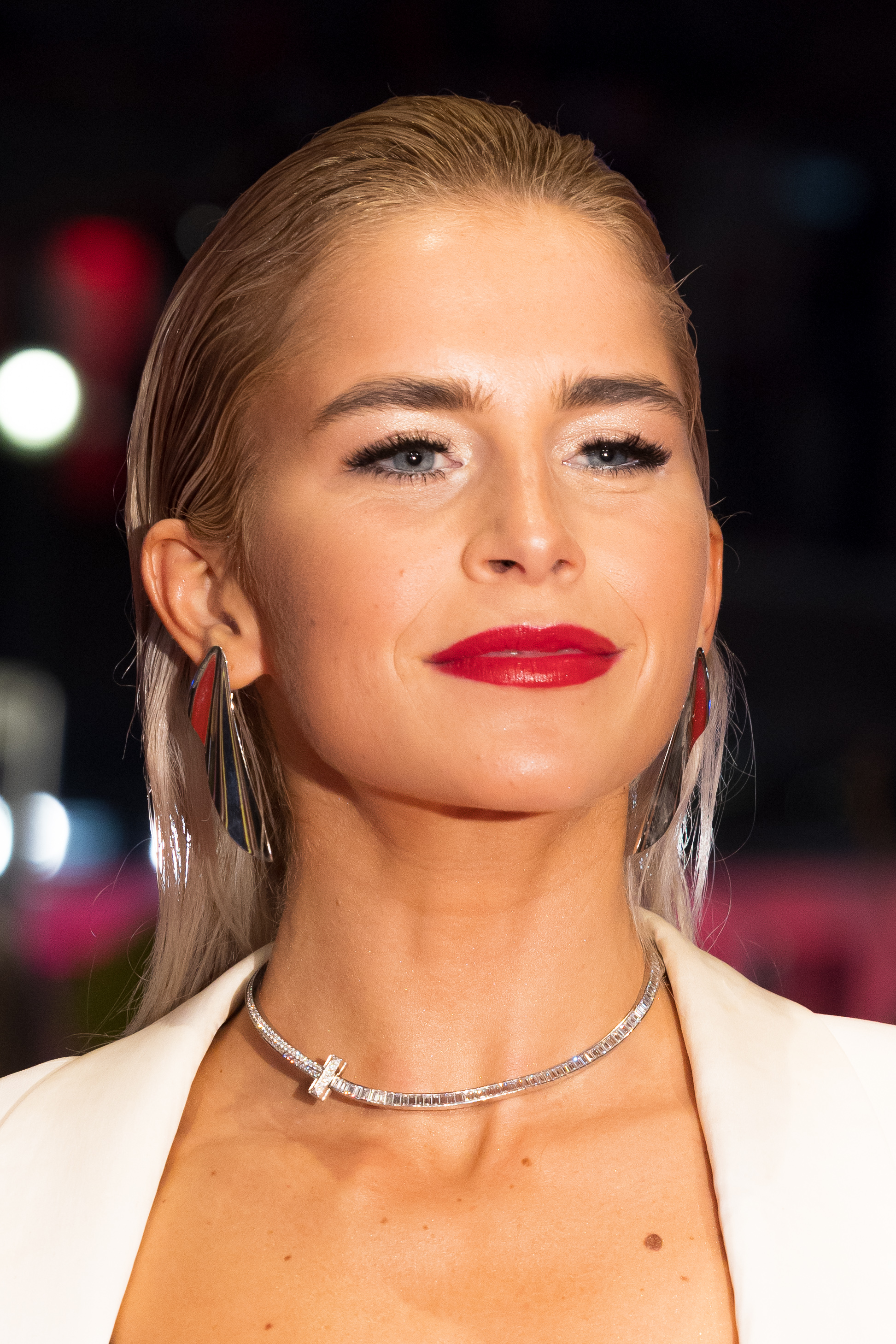
Caro Daur, 2024

Katharina Caroline „Caro“ Daur (* 12. März 1995 in Hamburg) ist eine deutsche Bloggerin und Influencerin. Mit über 4,6 Millionen Followern (Stand: Dezember 2024) ist sie eine der bekanntesten deutschen Instagrammerinnen.

## Privates
Zusammen mit ihrer älteren Schwester Isabelle wuchs Daur in Seevetal bei Hamburg auf. Ihr Vater ist Rechtsanwalt, ihre Mutter Managerin. Sie gab Nachhilfe und war als Werkstudentin in einer Personalberatung tätig. Neben dem Bloggen studierte sie Betriebswirtschaftslehre an der Universität Hamburg, unterbrach dieses jedoch zugunsten ihrer Karriere.
Anfang 2021 wurde ihre Beziehung zum Podcaster und Moderator Tommi Schmitt bekannt, im Dezember 2022 folgte die Trennung.

## Werdegang
Daur begann, sich und ihre Bekleidung zu fotografieren, und lud die Fotos auf der damals aufstrebenden sozialen Plattform Instagram hoch. Nachdem ihr Account zunehmend professionell und erfolgreich wurde, eröffnete sie einen Blog, der von etwa 250.000 Lesern monatlich besucht wurde. Die Marke um Daur wurde schnell begehrt und große Marken kooperierten mit ihr.
2015 erhielt sie den New Faces Award der Wochenzeitschrift Bunte in der Kategorie Fashion Digital. Bei der ersten Verleihung der About You Awards im Mai 2017 wurde sie als Idol of the year ausgezeichnet.
Im Jahr 2017 veröffentlichte sie in Zusammenarbeit mit der in Toronto sitzenden Kosmetikfirma MAC den MAC x Caro Daur Lipstick und veröffentlichte eine Strumpfhosenkollektion mit Calzedonia. Im gleichen Jahr präsentierte sie für Peek & Cloppenburg in Düsseldorf eine eigene Jeansjacke von Levi’s sowie mit der Schuhmarke Superga eine Caro Daur x Superga-Kollektion. 2017 modelte sie, u. a. gemeinsam mit Stefanie Giesinger, für Dolce & Gabbana in Mailand und New York sowie für Rebecca Minkoff.
Daur veröffentlichte im Herbst 2020 in Kooperation mit Hugo Boss die Kollektion Boss curated by Caro Daur. Mit Adidas und Zalando brachte sie 2021 eine Perioden-Leggings heraus.
Neben dem Thema Mode betätigt sich Daur auch als Fitnessinfluencerin und veröffentlicht seit Oktober 2019 Workout-Videos auf der Videoplattform YouTube. 2020 verfasste sie das E-Book „DaurPower“.

## Soziales
Seit 2018 ist Daur Kampagnenbotschafterin des Vereins Jugend gegen AIDS.

## Rezeption
Daur wurde 2017 vom Fachmagazin Werben und Verkaufen als „eine der einflussreichsten Deutschen“ bezeichnet.
Im Jahr 2017 war Daur von einer Abmahn-Welle und einer steuerrechtlichen Prüfung betroffen. Grund hierfür waren Verstöße gegen die Werbekennzeichnungspflicht. Im Zuge dessen führte das manager magazin mit ihr ein Interview, doch Fragen zu Kennzeichnungspflicht sowie Monetarisierung ließ Daur unbeantwortet.
Laut Statista war sie – nach Leonie Hanne – im Jahr 2017 die Fashion-Influencerin mit den zweitmeisten Followern auf Instagram in Deutschland. Im Jahr 2021 belegte Daur – nach Hanne und Pamela Reif – Platz 3 der wertvollsten Influencer.

## Filmographie (Auswahl)
- 2017: High Society[28]
- 2017: Sat.1-Frühstücksfernsehen[29]
- 2018: Germany’s Next Topmodel[30]
- 2018: Wer weiß denn sowas?[31]
- 2020: Klein gegen Groß[32]
- 2020: Wer weiß denn sowas?[33]
- 2021: Ausgebremst (Fernsehserie, Folge Der 50. Geburtstag – Bernd)[34]
- 2021: Late Night Berlin[35]
- 2021: Inas Nacht[36]
- 2021: 50 Jahre Dalli Dalli – Die große Jubiläumsshow[37]
- 2021: Joko & Klaas gegen ProSieben (Gastauftritt)
- 2022: Das Traumschiff: Namibia (Fernsehserie)[38]
- 2022: Alle für Ella
- 2022: Die Discounter[39]
- 2025: Dinner Club[40]